# Björke SK
Björke SK är en svensk sportklubb från Östergötland. Klubben bildades år 1946, sedan 1960 är dragkamp den huvudsakliga sysselsättningen men också skidåkning och orientering har utövats av medlemmarna genom årens lopp.